# Non, je ne regrette rien

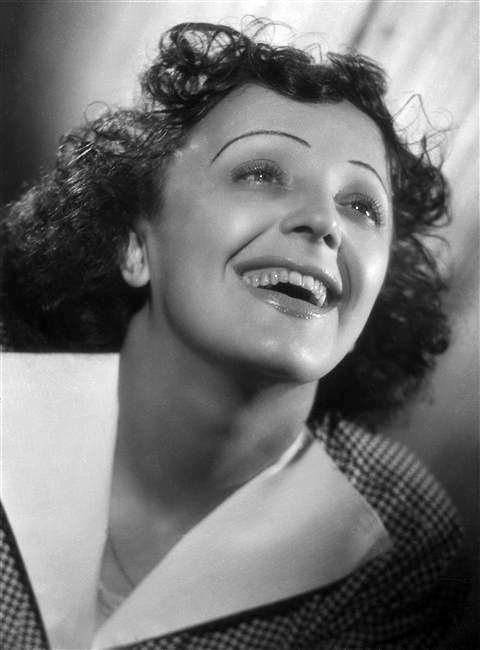
Édith Piaf (1946)

Non, je ne regrette rien (französisch, „Nein, ich bereue nichts“) ist das weltweit berühmteste Chanson von Édith Piaf, das 1956 von Charles Dumont (1929–2024) komponiert und von Michel Vaucaire (1904–1980) geschrieben wurde. Es wurde von Édith Piaf am 10. November 1960 zum ersten Mal aufgenommen und im Dezember veröffentlicht. Der Titel erreichte in Frankreich, den Niederlanden, Belgien und Kanada Platz 1 der Verkaufscharts. Neben diesem Lied gehören La vie en rose und Milord zu ihren größten Erfolgen.

## Geschichtliches

### Entstehung des Liedes
Das Lied wurde bereits 1956 komponiert, blieb jedoch bis 1960 unveröffentlicht.
Der Komponist Charles Dumont (* 1929) und der Texter Michel Vaucaire (1904–1980) besuchten die bereits todkranke Piaf am 24. Oktober 1960 in ihrer Wohnung am Boulevard Lannes 67 in Paris und wurden von ihr sehr unhöflich und unfreundlich empfangen. Dumont hatte mehrmals versucht, Piaf seine Kompositionen anzubieten, aber sie mochte sie nicht und lehnte sie ab – das Niveau war ihrer Meinung nach zu niedrig. An diesem Tag war sie wütend darüber, dass ihre Haushälterin Danielle ein Treffen mit den beiden Männern arrangiert hatte, ohne sie darüber zu informieren. So ließ sie die beiden eine Stunde in ihrem Wohnzimmer warten, bevor sie selbst erschien. „Wie ihr seht, bin ich sehr müde“, sagte sie sehr gereizt zu den beiden. „Beeilt euch, nur ein Lied! Schnell zum Klavier, los!“, befahl sie. Nervös und schwitzend sang Dumont das Lied mit leiser Stimme. Dabei betonte Vaucaire beim Singen das oft wiederholte „non“. Das trotzige Intro weckte sofort ihr Interesse. Nach der kühnen Behauptung in der letzten Strophe „je repars à zéro“ („ich gehe zurück auf Null“ im Sinne von „ich fange von vorne an“) herrschte eine große Stille, als die Männer auf Piafs Urteil warteten. Piaf fragte mit scharfer Stimme: „Werden Sie es noch einmal singen?“ Als Dumont kaum halb fertig war, unterbrach sie ihn. „Formidable! (Fantastisch!)“, rief sie. „Und dann verwandelte sie sich, als ob die Sonne hinter Gewitterwolken hervorkam.“ Sie sagte zu Charles Dumont: „Junger Mann, machen Sie sich keine Sorgen mehr. Darauf habe ich mein ganzes Leben gewartet. Dieses Lied wird um die Welt gehen.“ „Das ist das Lied, auf das ich gewartet habe. Es wird mein größter Erfolg sein! Ich will es für meinen kommenden Auftritt in L‘Olympia!“ Vaucaire antwortete erfreut: „Natürlich, Édith, das Lied gehört dir.“
Im Text erinnert sich die Protagonistin an ihre Vergangenheit mit guten und schlechten Erlebnissen und bestätigt ihr reines Gewissen bei Liebschaften, Sorgen und Freuden. Der Song schließt optimistisch mit der Bekräftigung, dass nun ihr Leben und ihre Freude mit dem neuen Geliebten beginnen („car ma vie, car mes joies, aujourd’hui, ça commence avec toi“ – „denn mein Leben, denn meine Freuden, sie beginnen heute mit dir“). Das dunkle und trotzige Intro steigert sich, um dem Lied ein jubelndes und triumphierendes Ende zu bereiten und die Haltung gegenüber der Vergangenheit aufzugeben.
Es galt noch zwei Hindernisse zu überwinden. Piaf war am 20. September 1959 auf der Bühne des New Yorker Waldorf Astoria zusammengebrochen. In der Folge ihrer Krebsbehandlung mussten für 1960 alle geplanten Auftritte abgesagt werden. Zudem standen Coquatrix und sein Olympia-Theater vor dem finanziellen Ruin. Piaf bat Coquatrix, das Theater für sie am Jahresende 1960 zu reservieren, damit der wundervolle Song präsentiert werden könne.

### Bedeutung des Liedes im französischen Militärwesen
Zwischen 1954 und 1962 befand sich Frankreich im Algerienkrieg. Piaf beschloss, den Song der französischen Fremdenlegion zu widmen, die zu großen Teilen in Algerien stationiert war. Zur Zeit der Veröffentlichung war der Konflikt gerade in vollem Gang. Nach dem Scheitern des Putsches französischer Generäle gegen Charles de Gaulle am 23. April 1961 wurde das Lied von Soldaten der Fremdenlegion gesungen, deren Fallschirmjäger fast geschlossen an dem Putsch teilgenommen hatten, und mit verändertem Text auch von französischen Gegnern der algerischen Unabhängigkeit. Bis heute gehört das Lied zum Musikrepertoire der Fremdenlegion.

## Veröffentlichung und Erfolg

Édith Piaf – Non, je ne regrette rien (A-Seite der EP)

Das Chanson wurde am 10. November 1960 mit dem Orchester Robert Chauvigny in den Pariser Pathé-Marconi-Tonstudios der EMI aufgenommen. Piaf übernahm die deutliche Betonung des „non“ und sang den Text sehr überzeugend. Die Ode auf Lebenswillen und Liebeskraft wurde im Dezember 1960 als EP Non, je ne regrette rien / Les mots d’amour / Jérusalem (Columbia ESRF 1303) veröffentlicht.
Das Lied markierte den Höhepunkt von Piafs Rückkehr. Am Eröffnungsabend des Pariser Olympia, dem 30. Dezember 1960, warteten Tausende von Kartenbesitzern (auch Regierungsbeamte und Generäle) auf Einlass. Piaf trug beim Auftritt ein altes Kleid von Pierre Balmain (1914–1982), wurde von einem 15-minütigen Applaus empfangen und eröffnete mit Les mots d’amour („Worte der Liebe“), dem zweiten Titel der A-Seite der EP. Am Tag nach der Veranstaltung titelten die Pariser Zeitungen: „Die Liebe hat Piaf wiederbelebt.“ Bis Ende 1961 wurden alleine in Frankreich 1 Million Platten hiervon verkauft. Die EP verharrte insgesamt – mit Unterbrechungen – für 21 Wochen auf Rang eins der französischen Hitparade, und zwar vom 23. Januar 1961 bis 12. Februar 1961, zwischen dem 27. Februar und 5. März 1961 und nochmals vom 12. Juni bis 2. Juli 1961. Auch in der niederländischen Hitparade konnte das Chanson den ersten Rang belegen. In Deutschland kam die Single Non, je ne regrette rien / Jérusalem ebenfalls noch im Dezember 1960 auf den Markt (Columbia C 21 725), erreichte jedoch nicht die Hitparade.

### Charts
| Rangliste von Édith Piaf (1960–1961) | Beste Position |
| ------------------------------------ | -------------- |
| Frankreich                           | 1              |
| Niederlande                          | 1              |
| Wallonische Region                   | 1              |
| Québec                               | 1              |
| Schweiz                              | 5              |
| Flandern                             | 6              |
| Italien                              | 8              |

## Coverversionen

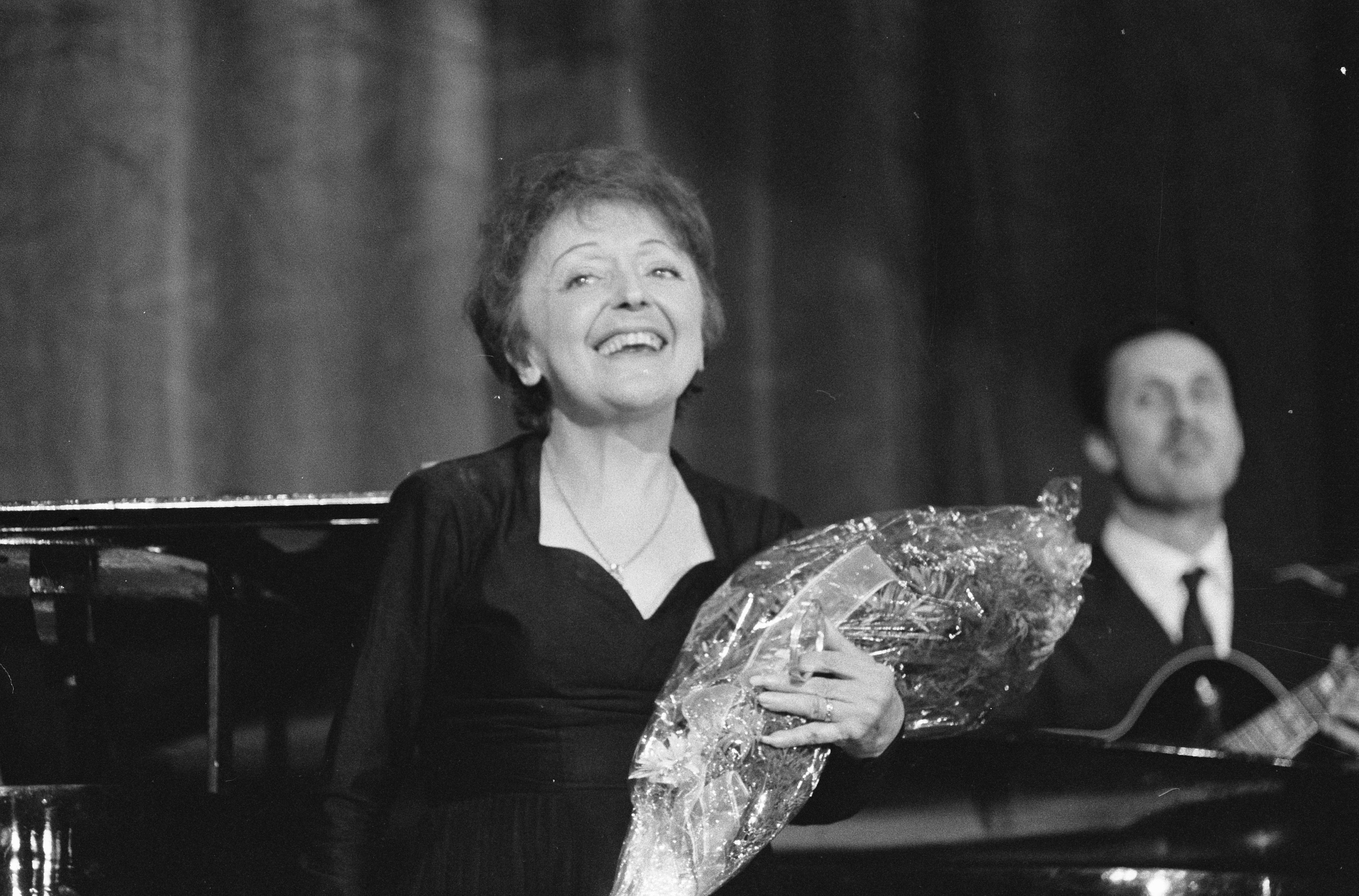
Edith Piaf (1962)

Es gibt mindestens 39 Coverversionen, darunter von Milva mit italienischem Text und dem Titel Nulla rimpiangerò (aufgenommen am 3. Mai 1961). Kay Starr brachte die erste englischsprachige Coverversion von No Regrets heraus (9. Mai 1963), Kathy Kirby folgte unter Musikproduzent Peter Sullivan (veröffentlicht am 2. Oktober 1964), danach Shirley Bassey (veröffentlicht am 9. April 1965). Gisela May brachte 1965 eine deutsche Version unter dem Titel Nein, es tut mir nicht leid (Text: Ralph Maria Siegel; LP Chansons; 1965) heraus, den Mireille Mathieu nochmals aufgriff (LP Star 90; 1985). Die von Tony Hendrik produzierten Bad Boys Blue übernahmen die englische Fassung (LP The Fifth; Oktober 1989). Johnny Hallyday sang das Original live im Olympia am 25. August 2000 (LP Olympia 2000; November 2000), Jule Neigel übernahm ebenfalls die französische Fassung (LP Stimme mit Flügel(n); August 2006). Vicky Leandros folgte mit Nein, ich bereue nichts (LP Zeitlos; September 2010). Eine französische Reggae-Version stammt von Denakil featuring U-Roy (LP Echoes du temps; Februar 2011), Patricia Kaas übernahm ebenfalls die französische Fassung (Studioversion vom Juni 2012; live Royal Albert Hall, London, 5. November 2012).

### Weitere Interpretationen und Informationen
- Im Mai 1961 veröffentlichte Piaf in Großbritannien unter dem Titel No Regrets eine von Hal David getextete englischsprachige Version, die jedoch die dortige Hitparade verfehlte.
- Die Version von Shirley Bassey 1965 erreichte Platz 39 in den britischen Charts und wurde auf dem Album Love Songs veröffentlicht.
- Karen Akers publizierte den Song auf ihrem 1981 erschienenen Album Presenting Karen Akers.
- Die deutsche Sängerin Martinique veröffentlichte 1984 eine Disco/Synth-Pop-Version No Regrets (Non, Je Ne Regrette Rien).
- Die deutsche Pop-Band Bad Boys Blue nahm 1989 auf dem Album The Fifth eine englische Version mit dem Titel No Regrets auf.
- Die englische Rockband Half Man Half Biscuit nahm 1991 eine englische Version mit dem Titel No Regrets auf.
- Die US-amerikanische Popsängerin La Toya Jackson sang den Song in ihrer Moulin-Rouge-Revue von 1992 Formidable.
- Die US-amerikanische Country-Sängerin Emmylou Harris steuerte 1994 eine englische Version zum Album Tribute to Edith Piaf bei, an dem mehrere Künstler beteiligt waren.
- Die britische Sängerin und Schauspielerin Elaine Paige sang das Lied auf dem 1994 erschienenen Album Piaf, das zeitgleich mit ihrer Darstellung der Hauptfigur in dem gleichnamigen Theaterstück veröffentlicht wurde.
- Die brasilianische Folk-Rock-Sängerin Cássia Eller sang es auf dem Album Acústico MTV von 2001.
- Die Cajun-Band Steve Riley and the Mamou Playboys auf ihrem 2011er Album Grand Isle.
- Raquel Bitton sang No Regrets in dem Film Piaf..Her story..Her songs und der CD Raquel Bitton sings Edith Piaf.

### Andere Sprachen
- „Nej, jag ångrar ingenting“ (Schwedisch) von Anita Lindblom (1961)
- „Ne oplakujem“ (Kroatisch) von Tereza Kesovija (1962)
- „Ne oplakujem“ (Kroatisch) von Ana Štefok (1964)
- „Ne, ne žalim ni za čim“ (Serbisch) von Lola Novaković (1964)
- „Nej, jag ångrar ingenting“ (Schwedisch) von Gun Sjöberg (1966)
- „Nelituj“ (Tschechisch) von Světlana Nálepková (2005)
- „Ne, ni mi žal“ (Slowenisch) von Aleš Polajnar (2014)
- „No dico no“ (Italienisch) von Dalida
- „No me puedo quejar“ (Spanisch) von Dalida
- „Nah de Nah“ (Spanisch) von Javiera Mena
- „Nem, nem bánok semmit sem“ (Ungarisch) von Vári Éva
- Elvina Makarian (Armenische Jazz-Sängerin).

## Trivia

### Film
Das Lied erklingt in der US-amerikanische Filmkomödie Annies Männer (Original, Bull Durham )  von Ron Shelton (1988).
Das Lied ist im deutschen Film Keiner liebt mich (englisch; Nobody Loves Me), über eine einsame Single-Frau, von Doris Dörrie zu hören (1994).
Hass (Film) in Form eines Mashups von DJ CutKiller, in dem das Lied mit Sound of da Police des amerikanischen Hip-Hop-Musikers KRS-One gemischt wird. Der Remix wird im Hintergrund abgespielt, während die Kamera durch die Vorstadt fährt (1995).
Schweinchen Babe in der großen Stadt (Pig in the City) von George Miller (1998).
Lust auf Anderes, instrumental interpretiert von Alain Chabat auf der Querflöte (2000).
Die Träumer (The Dreamers) von Bernardo Bertolucci, wo das Lied einen spektakulären Auftritt in der letzten Szene des Films hat (2003).
In der Filmkomödie Ein (un)möglicher Härtefall (Intolerable Cruelty) von Ethan und Joel Coen (2003).
Das Lied wird in einer Szene des Animationsfilms Valiant gespielt, obwohl es 1960 aufgenommen wurde, 16 Jahre nach 1944, als der Film spielt (2005).
Das Lied kommt auch in der Biografie-Verfilmung La Vie en rose vor (2007).
Eine eigenwillige Interpretation des Themas findet sich mit dem Titel Frühling in Paris auf dem 2009 erschienenen Album Liebe ist für alle da von Rammstein.
Das Lied findet Verwendung im Film Inception. Dort signalisiert es den Träumenden, dass die Zeit abgelaufen ist und sie in Kürze aufwachen müssen (2010).
Die US-amerikanische Schauspielerin Frances McDormand singt das Lied als Captain DuBois in der computeranimierten Komödie Madagascar 3 (2012).
Eine spanische Version des Liedes, gesungen von Javiera Mena, wird während des Abspanns des chilenischen Films Young and Wild gespielt (2014).
Das Lied erklingt ebenfalls im Film DogMan von Luc Besson (2023).

### Fernseh- und Streaming-Programme
Der Song wurde in vielen Folgen von Fernseh- und Streaming-Programmen verwendet, darunter in Folge 8 der deutschen Fernsehserie von Praxis mit Meerblick, in Folge 14 der 11. Staffel des amerikanischen Fantasy-Dramas Supernatural, in Folge 10 der 3. Staffel der deutschen Jugend-Web- und Fernsehserie von Druck, in Folge 6 der 2. Staffel der US-amerikanischen Dramedy-Fernsehserie von Marc Cherry Why Women Kill (Warum Frauen töten), in Folge 6 der 3. Staffel der US-amerikanischen Fernsehserie In the Dark, am Ende von Folge 10 der ersten Staffel der Apple TV+ Comedy-Serie Ted Lasso, in dem südkoreanischen SBS-Drama The Penthouse und in Folge 1, 4 und 10 der 2. Staffel der Paramount+ Serie Star Trek: Picard.

## Rezensionen
„Es ist nicht Trotz, was hier tönt, nicht Stolz oder Hochmut, sondern ein unerschütterlich in sich ruhendes Selbstbewusstsein – fast ein Sendungsbewusstsein. Dank ihrer soliden Stütze muss die Sängerin nicht forcieren, dank der sauberen Diktion nicht haspeln. Die Tremoli wabern nicht, sondern vibrieren, die gerollten «R» knurren nicht, sondern klingen. Der Ton ist zugleich hehr und intensiv, nicht äusserlich glänzend, aber innerlich glühend. Wie oft bei Piaf eignet ihm eine Dringlichkeit, eine expressive Hitze, die – bei aller Ökonomie der Mittel oder vielleicht gerade deswegen – schier sehrend wirkt. Die feuerfeste Magierin setzt sich selbst in Brand, um ihr Publikum zu entflammen.“

„Ich habe Gutes und Schlechtes erlebt, ich habe mein Bestes gegeben, und ich bereue nichts - das ist doch das Schönste, was ein Mensch vor seinem Tod sagen kann. Und genau das will auch ich am Ende meiner Tage sagen.“